# Crescent Dragonwagon
Crescent Dragonwagon, eigentlich Ellen Zolotow (* 25. November 1952 in New York City, USA), ist eine US-amerikanische Schriftstellerin. Sie ist vor allem als  Autorin von Koch- und Kinderbüchern bekannt.

## Leben und Wirken
Crescent Dragonwagon wurde als Tochter der bekannten Schriftsteller Maurice Zolotow und Charlotte Zolotow geboren. Sie brach die Schule ab und verließ bereits mit sechzehn Jahren ihr Elternhaus. Sie heiratete ihren damaligen Freund 1970 und lebte lange in einer Hippie-Kommune. Die Scheidung von ihrem Freund erfolgte 1975. Dann kam sie nach Eureka Springs, Arkansas, wo sie lange als Köchin in der Gastronomie tätig war. Später gründete sie mit ihrem seit 1978 verheirateten zweiten Mann, dem Denkmalschützer und Essayisten Ned Shank, eines der ersten Country Inns in Arkansas, wo sie oftmals selbst hinter dem Herd stand. Sie kochte dort auch für Bill Clinton und Elisabeth von Jugoslawien. Ihr Mann starb im Jahr 2000 bei einem Autounfall, seitdem lebt sie in Westminster West, Vermont, zusammen mit ihrem Lebensgefährten, dem Filmemacher David Koff. Ihr Bruder ist der bekannte Pokerspieler Steve Zolotow.
Als Autorin trat sie erstmals Anfang der 1970er Jahre hervor, vor allem von Kochbüchern. In ihren Werken predigt sie das vegane Essen als Weg zu einem besseren Selbst und gesünderen Leben. Ihre Kinderbücher sind angelehnt an die ihrer Mutter Charlotte Zolotow, zeigen aber durchaus viele eigene Akzente. Der Einfluss ihrer Eltern auf ihr Werk ist unverkennbar. Daneben hat sie auch Romane und einen Band mit Lyrik verfasst. Insgesamt hat sie rund 50 Bücher publiziert.

## Werk (Auswahl)
- Message from the advocadoes, 1982, Lyrik.
- To take a dare, 1984, Roman.
- Winter holding spring, 1990, Kinderbuch.
- Is this a sack of potatoes, 2002, Kinderbuch.
- Passionate Vegetarian, 2002, Kochbuch.
- And then it rained, 2003, Kinderbuch.
- Bean by Bean, 2012, Kochbuch.